# 경화 초이-아호이

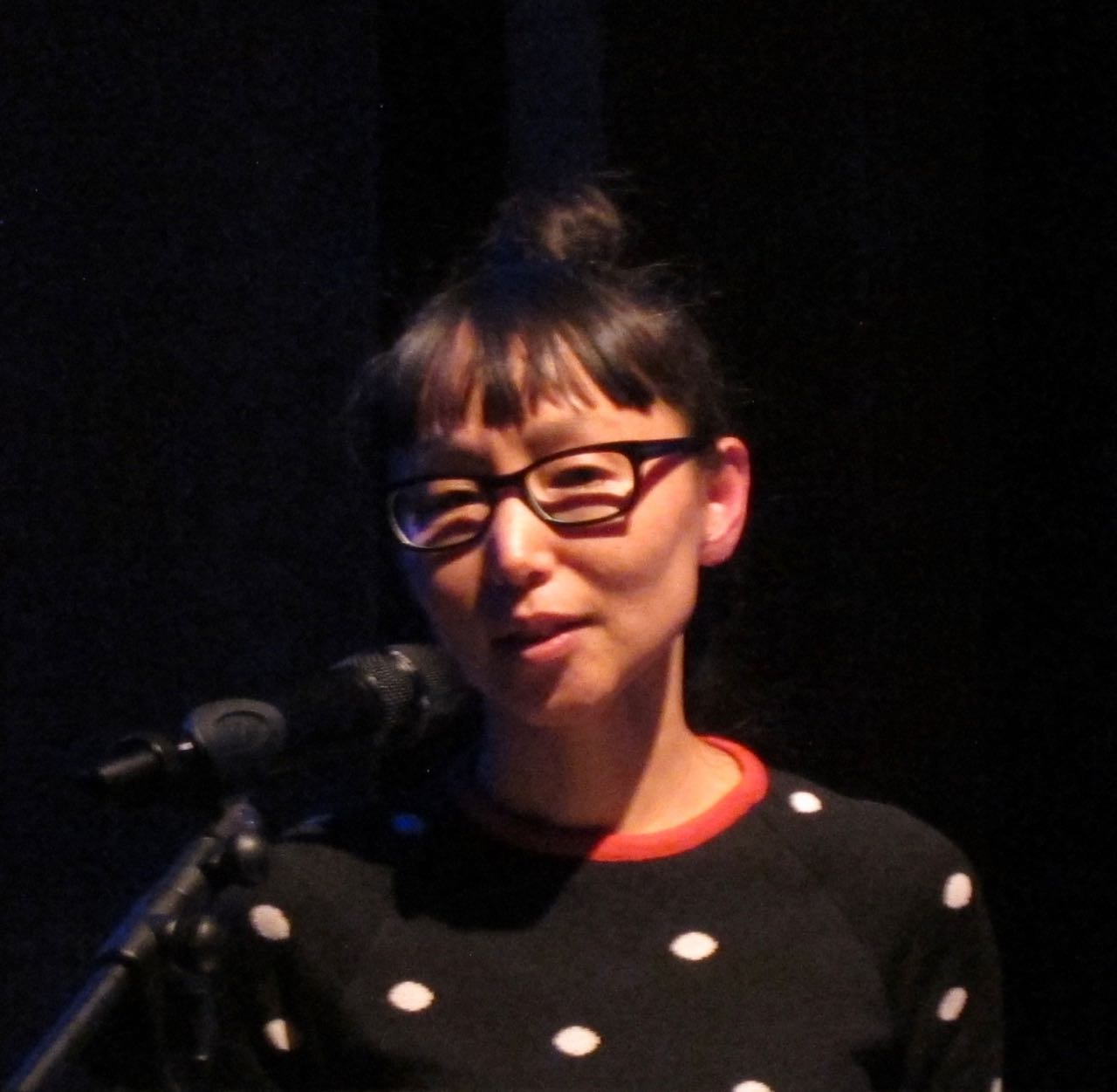
경화 초이-아호이 (2015)

경화 초이-아호이 (최경화,1967년 서울 출생)는 현재 독일에서 활동하고 있는 한국 드로잉 작가이자 문필가, 대학교수이다. 2015년부터 2019년까지 브레멘 예술대학 (Hochschule für Künste Bremen)에서 드로잉 교수로 재직했으며 현재는 베를린 바이쎈제 예술대학 (Kunsthochschule Weißensee Berlin) 교수이다.

## 생애

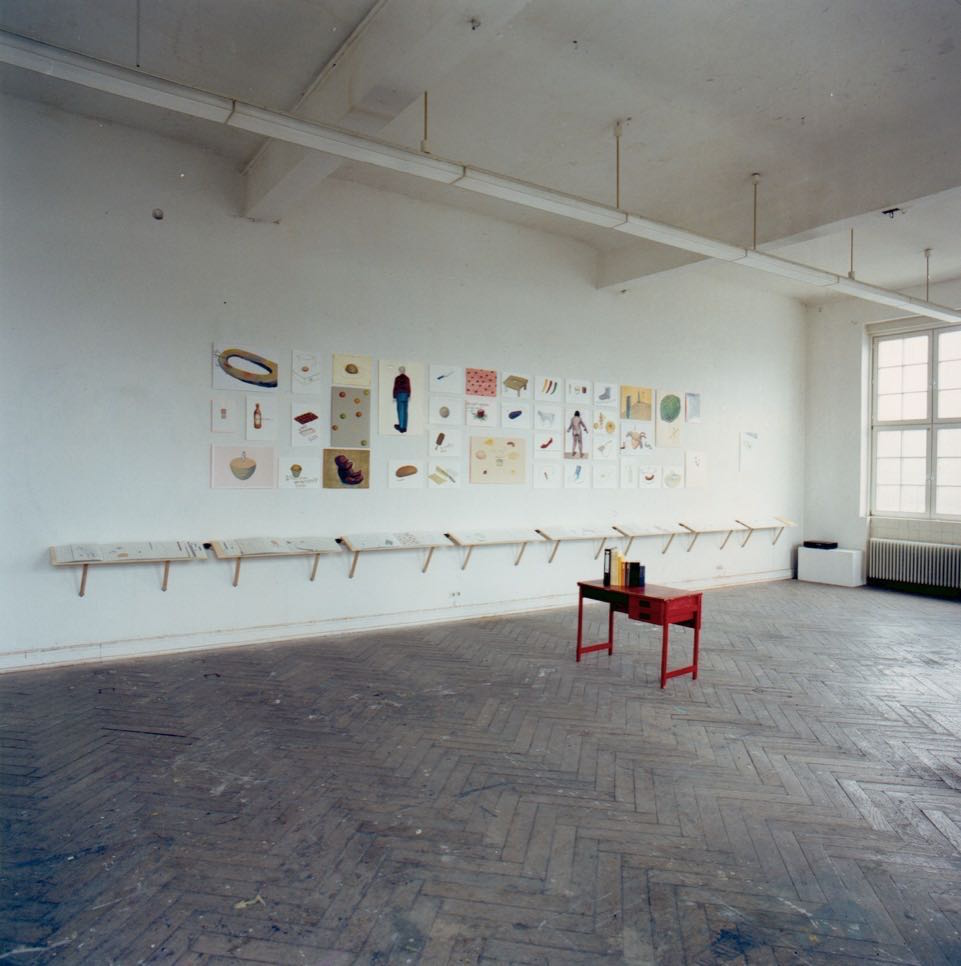
디플롬 전시 (2001)

경화 초이-아호이 (최경화)는 동덕여자대학교 생활미술학과 (1987-1991)를 졸업하고 1991년 독일 트리어와 마인츠 대학교 (미술사와 철학, 라틴어)에서 유학 생활을 시작했다. 이후 1994년에 함부르크 미술대학 (Hochschule für bildende Künste Hamburg)으로 옮겨 카페 브레머 (KP Brehmer), 뷔트너 (Werner Büttner), 크라머 (Fritz W. Kramer) 교수에게 지도를 받았다. 예명으로 쓰는 Kyung-hwa Choi-ahoi (경화 초이-아호이)는 한국 이름의 성인 Choi에 뱃사람들의 인사말인 ahoi (아호이)를 붙인 것이다. '최'가 독일에서 '초이'로 불린다는 점과 자신에게는 독일에서의 첫 번째 고향과 다름없는 함부르크가 항구 도시라는 점을 고려한 일종의 언어유희 (Wortspiel)라고 볼 수 있다. 1998년에 탈리아 테아터 (Thalia Theater)에서 슈테판 모스코프 (Stefan Moskov)가 연출한 연극, 블라우 인 블라우 (Blau in Blau)에 무대 미술 인턴으로 참여했다.
1999년에서 2000년까지 에라스무스 장학생으로 빈 미술 아카데미 (Akademie der bildenden Künste Wien)에서 프란츠 그라프 (Franz Graf)가 지도하는 수업에 참가했다.

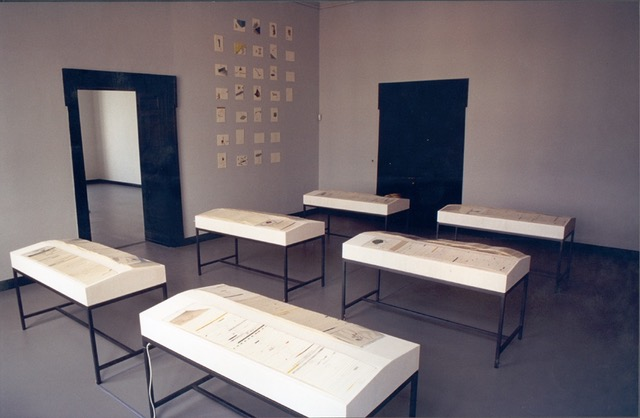
전시 모습: 멀고도 가까운 (2001)

2001년 함부르크 미술 대학 졸업 작품으로 대상인 칼 디쩨 프라이스 (Karl Ditze-Preis)를 수상했다. 졸업 후 2001년부터 2003년까지  베르너 뷔트너 (Werner Büttner)에게 대학원 과정을 수료했다. 2011년부터 함부르크 응용과학 대학의 디자인, 미디어 및 정보 학부 (Hochschule für Angewandte Wissenschaften Hamburg, Fakultät Design, Medien und Information)에서 드로잉 강의를 시작해 작가 활동과 대학 강의를 병행하다가, 2015년에 브레멘 예술대학 (Hochschule für Künste Bremen)으로부터 드로잉 학과 교수로 부름을 받게 된다.
남편은 함부르크 미술대학 유학 시절의 학우이자 그리스 출신 화가인 니코스 발자마키스 (Nikos Valsamakis)이다.

## 작품

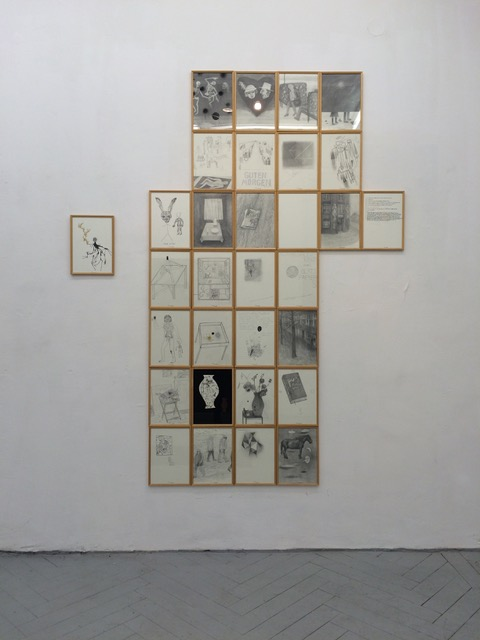
칼랜더 방식으로 그림걸기 (2016년 이월달) 기억의 잔상

경화 초이-아호이 (최경화)의 작품에서는 드로잉과 기록의 요소가 고유의 예술 형식에 접목된다. 벨린다 그레이스 가드너 (Belinda Grace Gardner, 미술사학자)에 따르면 "그는 어릴 때부터 스케치와 시적 느낌의 짧은 문구를 결합해 일기를 쓰곤 했다 - 이 습관이 작업 방식이 되어 지금까지 유지되어 온 것"이라고 한다. "그의 트레이드 마크가 된 그림일기는 대학 첫 학기 때 시작되었다고 볼 수 있는데, 그때부터 그는 매일  A4 용지로 5장에서 10장의 그림을 그렸다."

### 드로잉 프로젝트
그림일기가 장기 프로젝트의 일환으로 구상된 것은 1999년이다. 그때부터 그는 매일 한두 장의 그림으로 하루를 기록하기 시작했는데, 시적이며 일상적인 대상들, 일어난 일, 주변 사람들과 물건 등이 모티브가 되었다. 지금까지 그가 완성한 그림일기는 수천 장으로, 2021년 기준 8000장이 넘는다. 모든 그림의 앞 장에는 타자기로 친 날짜가 적혀 있다. 첫 개인전인 '멀고도 가까운 (Fern und Nah, 2001)'에 전시됐던 작품 중 약 200여 점의 그림일기는 현재 함부르크 쿤스트할레 (Hamburger Kunsthalle) 뮤지엄이 소장하고 있다.
2000년부터 시작된 '인명 백과 (Enzyklopädie Personae)'라는 드로잉 프로젝트 작업 또한 현재까지 이어지고 있다. 자신이 살고 있는 사회를 인물을 통해 기록하는 프로젝트로, 일상에서 마주치는 사람들의 하루를 - 아침부터 저녁 취침 시간까지 - A5 노트에 다큐멘터리 형식으로 담는 작업이다. 인터뷰로 얻어진 개인적인 이야기도 그림과 함께 기록된다. 2021년 현재까지 약 70개의 작업 노트가 완성되었다.
2013년에 쿡스하펜의 리체뷔텔 성(Schloss Ritzebüttel in Cuxhaven)에서 예술창작 입주 작가로 활동했다. 이 시기부터 경화 초이-아호이 (최경화)의 작품에는 자연과 식물 등의 요소가 자주 등장하기 시작하는데, 이 요소들은 해부학적 기법을 통해 주로 신체의 부분과 결합되어 묘사되었다. 경화 초이-아호이(최경화)가 해부학 드로잉에 몰두한 시기는 2012년부터 2014년까지이다. 식물에 대한 드로잉 연구 작업은 작품 시리즈 '정원' (Zeichenprojekt Garten)의 시작으로 연결된다.

### 저서
경화 초이-아호이(최경화)는 1999년 첫 번째 책인 '문자 그대로 드로잉 - 드로잉적인 문자(Buchstäbliche Zeichnungen – Zeichnerische Buchstaben, 함부르크 대학교 마테리알 출판사)'를 출간했다. 그후 여러 권의 미술 서적을 냈는데, 그중 2014년 출판된 책 '돈으로 줘' (Lieber Geld)에 대해 안나 브렌켄 기자 (Anna Brenken, Journalistin)는 "신기하면서도 시적인 모자이크" 라고 하면서, 이 책에서 초이-아호이 (최경화)는 "위대한 인생 극장적 순간을 일상의 작은 형태 속에서 발견하는, 가늠할 수 없는 재능" 을 증명하고 있다고  평했다. 2020년 텍스템에서 출판된 책 '함부르크에서 빈으로, 그리고 다시 돌아가기: 하루.책.드로잉 1999-2000 (Von Hamburg nach Wien und zurück: Tag.Buch.Zeichnung 1999 und 2000)' 의 맺음말에서 미햐엘 글라스마이어 (Michael Glasmeier, 발행인)는 다음과 같이 썼다:
"함부르크-빈-일기에는 한 학생의 탐구와, 시도 그리고 방향성에 대한 부단한 움직임이 내재되어 있다. ... 그것은 감탄에서 비롯된 초이-아호이의 비범하고 절대적인, 지식에의 의지와 눈의 욕망 (Augustinus)으로서의 호기심 (curiositas)과 만나 예술적, 작가적 행위를 통해 변형되고 전유 된다.
- 미햐엘 글라스마이어 (Michael Glasmeier): 함부르크에서 빈으로, 그리고 다시 돌아가기, 맺음말.
- 그림일기

그림일기
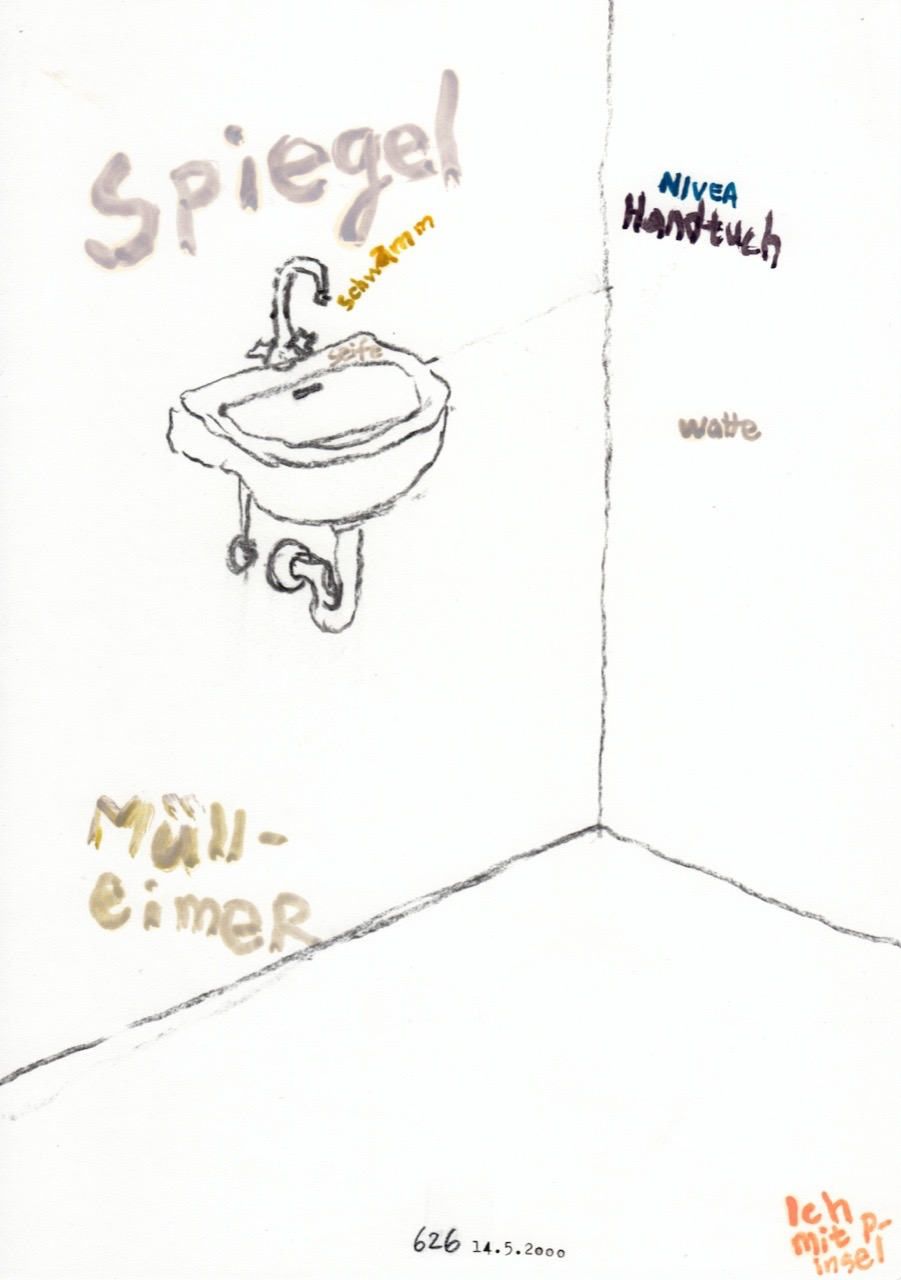
Nr. 626 14.5.2000
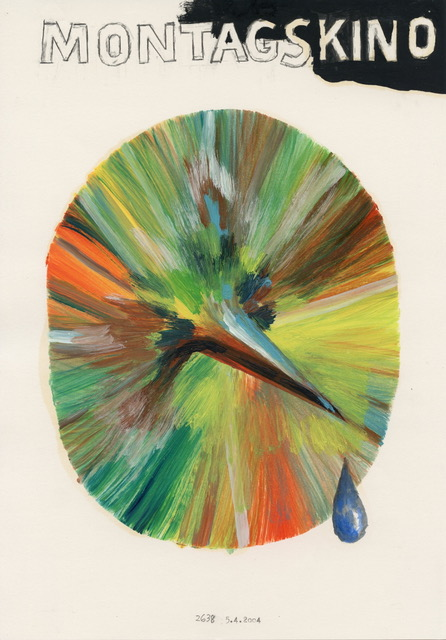
Nr. 2638 5.4.2004
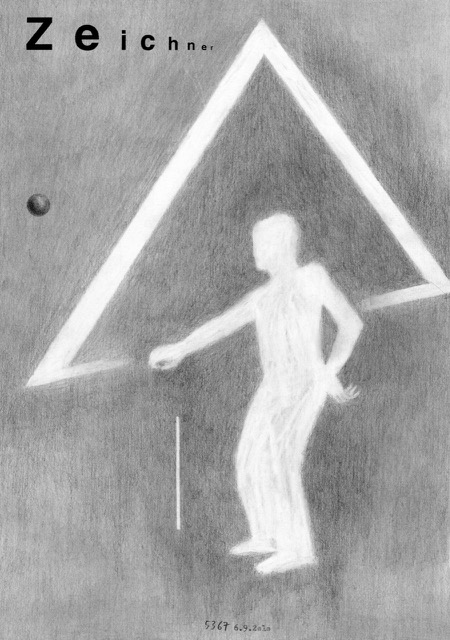
Nr. 5367 6.9.2010
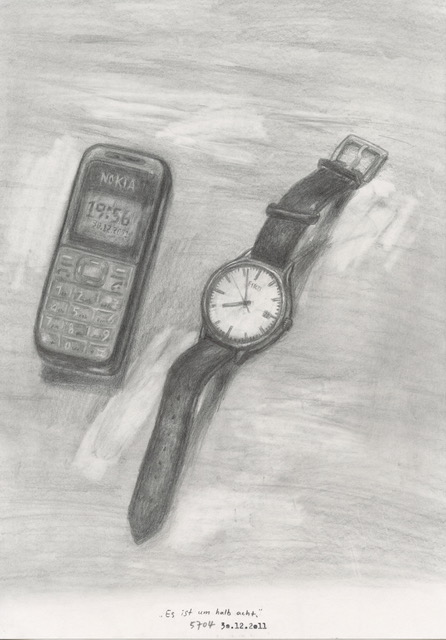
Nr. 5704 30.12.2011
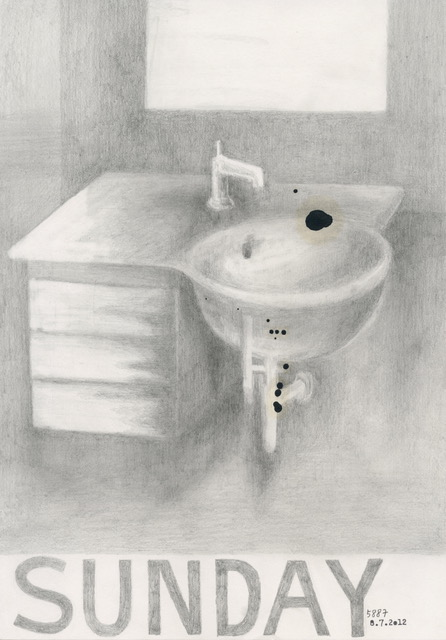
Nr. 5887 8.7.2012
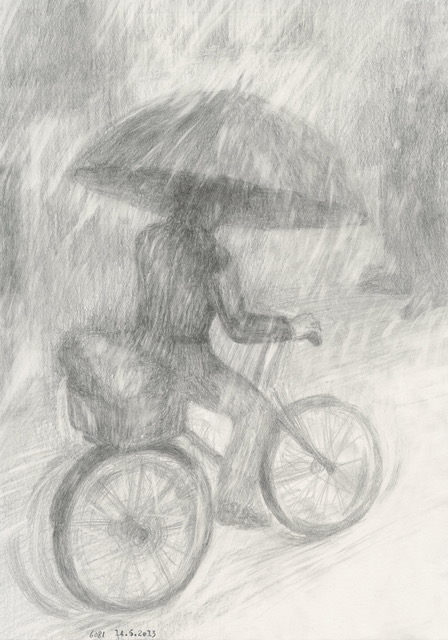
Nr. 6081 14.6.2013

## 수상
- 2001: 칼-디쩨-프라이스 (Karl-Ditze-Preis)
- 2014: 셀라 하쎄 쿤스트프라이스, 함부르크 (Sella Hasse Kunstpreis, Hamburg)[11]

## 장학금
- 2002: 퀸스틀러호이저 봅스베데 장학금 (Stipendium der Künstlerhäuser Worpswede)
- 2004: 함부르크 창작 지원 장학금 (Hamburger Arbeitsstipendium)
- 2004: 퀸스틀러하우스 라우엔부르크 장학금 (Stipendien Künstlerhaus Lauenburg)
- 2005: 한스-귄터-바아스-장학금, 함부르크 (Hans-Günther-Baaas-Stipendium, Hamburg)
- 2005: 쇠핑엔 퀸스틀러도르프 장학금 (Stipendium des Künstlerdorfes Schöppingen)
- 2007: 클로스터 씨스마 퀸스틀러하우스 장학금 (Stipendium Künstlerhaus Kloster Cismar)
- 2011: 쿤스트레지덴츠, 바트 가슈타인 (Kunstresidenz in Bad Gastein)
- 2013: 리체뷔텔 성 퀸스틀러하우스 장학금, 쿡스하펜 (Stipendium im Künstlerhaus Schloss Ritzebüttel, Cuxhaven)

## 전시회 (추림)

### 개인 전시회
- 2001: 멀고도 가까운, 함부르크 쿤스트할레 (Fern und Nah, Hamburger Kunsthalle)
- 2003: 하늘이 파란, 쿤스트페어라인 뤼겐 (himmelblau, Kunstverein Rügen)
- 2003: 무설탕 안료, 아트 앤드 헨레 갤러리, 베를린 (Pigment ohne Zucker, Galerie Art und Henle, Berlin)
- 2004: 2004.12.20., 갤러리 프로젝트SD, 바르셀로나 (20.12.2004, Galerie ProjecteSD, Barcelona)
- 2004: 하루.책.드로잉, 갤러리 그룹 그륀, 브레멘 (tag.buch.zeichnung, Galerie Gruppe Grün, Bremen)
- 2004: 칠레에서 온 레드와인, 퀸스틀러하우스 라우엔부르크 (redwine from chile, Künstlerhaus Lauenburg)
- 2006: 2005.3.18., 퀸스틀러하우스 함부르크 (18.3.2005, Künstlerhaus Hamburg)
- 2010: 말과 드로잉으로, 크라머 파인 아트 갤러리, 함부르크 (In Wort und Zeichnung, Galerie Kramer Fine Art, Hamburg)
- 2013: 맑은 날들, 쿤스트페어라인 샬슈타트 (Heitere Tage, Kunstverein Schallstadt)
- 2014: 맥각균, 헹에포스-뒤어코프 갤러리, 함부르크 (Mutterkorn, Galerie Hengevoss-Dürkop Hamburg)
- 2015: 눈이 떨어지다, 코가 꽃피다,  하이네-하우스, 함부르크 (Augen äpfeln, Nasen blühn, Heine-Haus Hamburg)
- 2020: 난소, 헹에포스-뒤어코프 갤러리, 함부르크 (Ovar, Galerie Hengevoss-Dürkop Hamburg)

### 그룹 전시회
- 1998: 크납 게트로펜 이스트 아우흐 다네벤, 쿤스트페어라인 케딩엔 (Knapp getroffen ist auch daneben, Kunstverein Kehdingen)
- 1999: 예술가의 책, 쿤스트아카데미 도서관, 빈 (Die Bücher der Künstler, Bibliothek der Kunstakademie Wien)
- 1999: 비슷한 이유, 캄프나겔 KX, 함부르크 (Similar Grounds, Kampnagel KX, Hamburg)
- 1999: 증권거래소의 예술, 함부르크 상공회의소 (Kunst in der Börse, Handelskammer Hamburg)
- 2000: 내겔 미트 최폔, 팔래 퓌어 악투엘레 쿤스트 글뤽슈타트 (Nägel mit Zöpfen, Palais für aktuelle Kunst Glückstadt)
- 2004: 함부르크의 예술. 오늘, 함부르크 쿤스트할레 (Kunst in Hamburg. Heute, Hamburger Kunsthalle)
- 2004: 장학생 2004, 베스트베르크, 함부르크 (Stipendiaten 2004, Westwerk, Hamburg)
- 2006: 함부르크의 예술. 오늘 II, 함부르크 쿤스트할레 (Kunst in Hamburg. Heute ll, Hamburger Kunsthalle)
- 2006: 룰레아 섬머 비엔날레, 스웨덴 (Lulea Sommer Biennale, Schweden)
- 2007: 언페어 '07, 일레아나 타운타 갤러리, 아테네 (Unfair '07, Ileana Tounta Gallery Athen)
- 2007: 노 드로잉, 노 드로어, 쿤스트페어라인 뤼겐 (keine Zeichnung, kein Zeichner, Kunstverein Rügen)
- 2007: 자유로운 소립자 - 단편, 파리국제예술공동체 (Particules libres – nouvelle, Citè Internationale des Arts Paris)
- 2008: 우리는 그것을 함부르크라고 부른다, 쿤스트페어라인 함부르크 (Wir nennen es Hamburg, Kunstverein Hamburg)
- 2008: 현재 완료 / 초상화, 갤러리 마틴 아스백 프로젝츠 코펜하겐 (present perfekt / portraits, Galerie Martin Asbæk Projects Kopenhagen)
- 2010: 노미니어터 인덱스, 쿤스트하우스 함부르크 (Nominierter Index, Kunsthaus Hamburg)
- 2010: 다 후드 II, 갱에피어텔 함부르크 (Da Hood II, Gängeviertel Hamburg)
- 2013: 드로잉 퓌어, 헹에포스-뒤어코프 갤러리 함부르크 (Zeichnung pur, Galerie Hengevoss-Dürkop Hamburg)
- 2014: 칠 아웃!, 헹에포스-뒤어코프 갤러리 함부르크 (Chill Out!, Galerie Hengevoss-Dürkop Hamburg)
- 2014: 브레멘의 예술의 봄, 전 화물역 부지, 브레멘 (Bremer Kunstfrühling, Gelände des ehemaligen Güterbahnhofs Bremen)
- 2015: 기억, 헹에포스-뒤어코프 갤러리 함부르크 (Erinnerung, Galerie Hengevoss-Dürkop Hamburg)
- 2016: 회엔 라우쉬, 갤러리 아이겐+아트 랩 베를린 (Hoehen Rausch, Galerie Eigen+Art Lab Berlin)
- 2016: 도시 주택 속의 문학, C15 소장품 로만 함부르크 (Literatur in den Häusern der Stadt, C15 Sammlung Lohmann Hamburg)
- 2016: 기억의 잔상, 프리제 퀸스틀러하우스 함부르크 (Nachbilder der Erinnerung, Frise Künstlerhaus Hamburg)[12]
- 2017: 독일 요리, 걀르히 뒤 따블로, 마르세유 (La Cuisine Allmonde, Galerie du Tableau, Marseille)
- 2017: 모든 것을 위한 아티스트북, 현대 미술을 위한 베저부르크 뮤지엄 브레멘 (Künstlerbücher für Alles, Weserburg Museum für moderne Kunst Bremen)
- 2017: 에로스, 헹에포스-뒤어코프 갤러리 함부르크 (Eros, Galerie Hengevoss-Dürkop Hamburg)
- 2017: 할머니 할아버지가 문제야, 퀸스틀러하우스 줏베른, 쿤스트하우스 드레스덴 (Immer Ärger mit den Großeltern, Künstlerhaus Sootbörn und Kunsthaus Dresden)
- 2018: 슈투트가르트의 시각들, 다이히토어할렌 함부르크 (Stuttgart Sichten, Deichtorhallen Hamburg)
- 2019: 상상하는 아메리카, 헹에포스-뒤어코프 갤러리 함부르크 (Envisioning America, Galerie Hengevoss-Dürkop Hamburg)
- 2019: 존재 확률, 플락 스튜디오 오사카 (Aufenthaltswahrscheinlichkeiten, Flag Studio Osaka)
- 2019: 방콕 트리엔날레 인터내셔널 프린트 앤드 드로잉 5, 방콕 (The Bangkok Triennale International Print and Drawing 5, Bangkok)
- 2020: 아이 오브 모바일, 온카프 갤러리 뉴델리 (Eye of Mobile, Onkaf Galerie Neu-Delhi)

전시 모습 (추림)
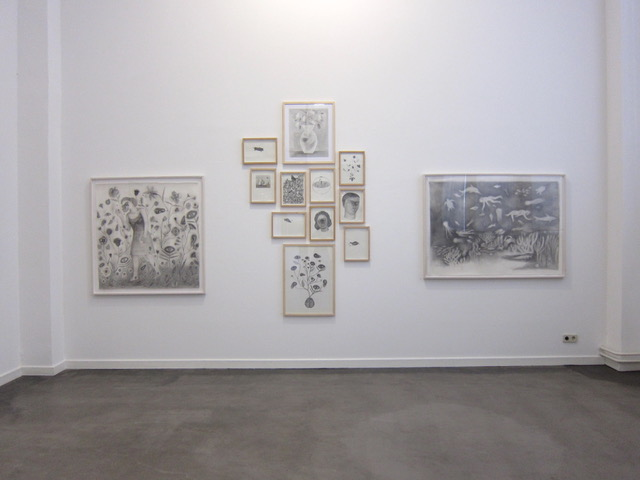
드로잉 퓌어, 헹에포스-뒤어코프 갤러리 함부르크 (2013)
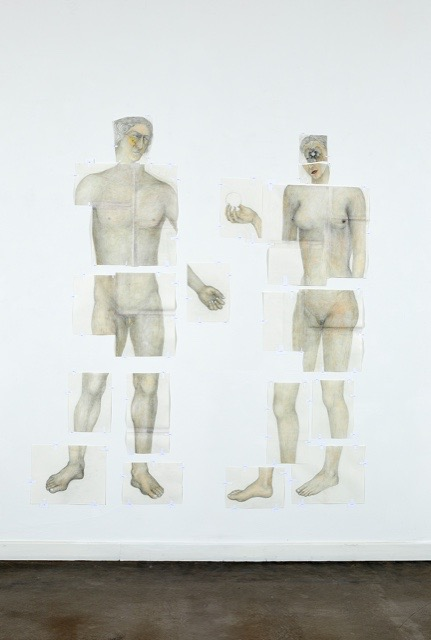
난소 (세부사항)
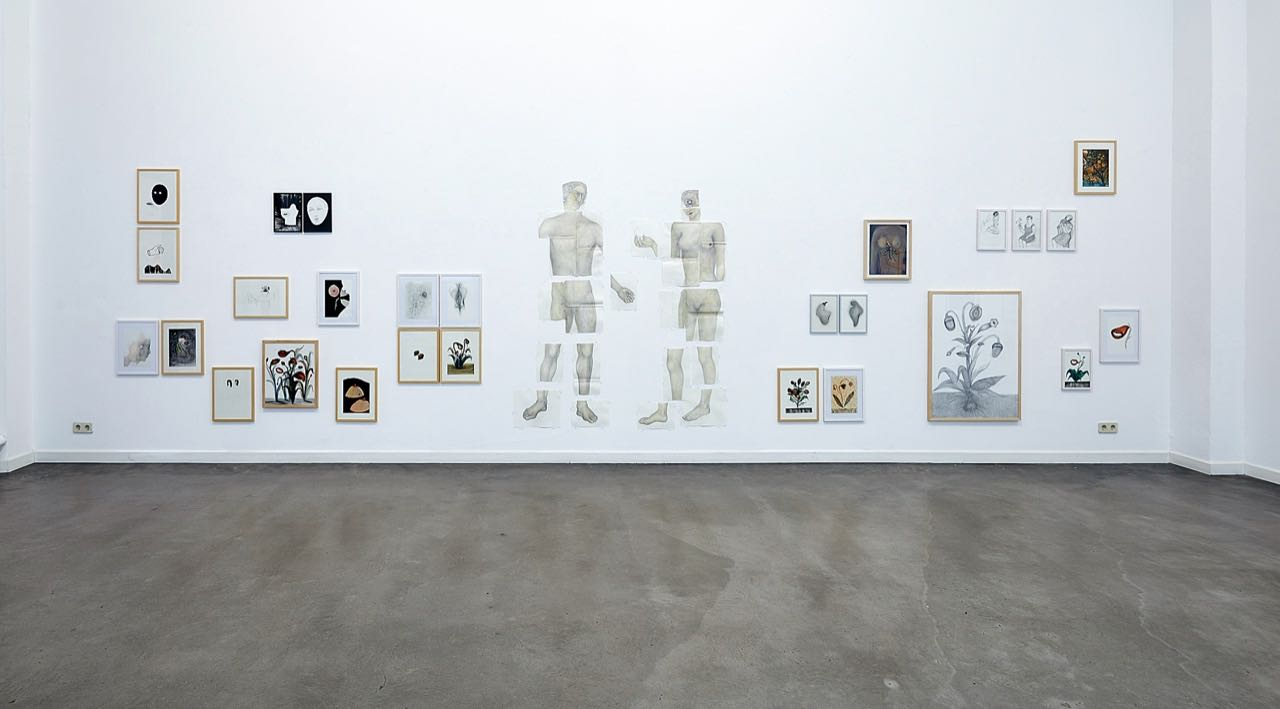
난소, 헹에포스-뒤어코프 갤러리, 함부르크 (2020)

## 출판물
- Buchstäbliche Zeichnungen – Zeichnerische Buchstaben. Edition Zeichnung, Material 104. Materialverlag, Hamburg 1999, ISBN 978-3-932395-08-6.
- Kunstraum Heidorf (Hrsg.): Cook and People. Erinnerungen an eine Stadt. Strodehner Presse, Hamburg 2008, ISBN 978-3-940021-15-1.
- Augenarzt und Uhrmacher. Textem Verlag, Hamburg 2010, ISBN 978-3-941613-21-8.
- Lieber Geld. Textem Verlag, Hamburg 2014, ISBN 978-3-864850-74-5.
- Von Hamburg nach Wien und zurück: Tag.Buch.Zeichnung 1999 und 2000. Textem Verlag, Hamburg 2020, ISBN 978-3-864852-38-1.
- Bildbeiträge in: Insa Härtel (Hrsg.): Reibung und Reizung: Psychoanalyse, Kultur und deren Wissenschaft. Textem Verlag, Hamburg 2021, ISBN 978-3-864852-37-4.

## 참고 문헌
- Andrea von Goetz (Hrsg.): Kunstresidenz Bad Gastein – Stipendiaten 2011. VGS Art, Hamburg 2011, ISBN 978-3-000360-83-1.
- Fritz W. Kramer: Unter Künstlern. Erkundungen im Lerchenfeld. Bemerkungen zu werdenden Künstlern. Reihe: Campo. Textem Verlag, Hamburg 2020, ISBN 978-3-86485-240-4.

## 웹링크
- 공식 웹사이트
- 프로필 바이쎈제 예술대학 웹사이트
- 경화 초이-아호이의 작품들 - 함부르크 헹에포스-뒤어코프 갤러리 소장품